# Asociación de Escribanos del Uruguay
La Asociación de Escribanos del Uruguay (AEU, por sus siglas) es una asociación civil uruguaya con fines gremiales, de afiliación voluntaria y sin ánimo de lucro, integrada por escribanos activos, pasivos y estudiantes avanzados de la carrera de Notariado. Basada en el principio de solidaridad, su objetivo es el desarrollo intelectual y moral del notariado nacional. Reconoce como fecha de su fundación el 1.° de abril de 1875 y cuenta con personería jurídica desde 1909. Es miembro fundador de la Unión Internacional del Notariado y está afiliada a ella desde 1948.

## Breve historia del notariado en el Uruguay
- 1729. La función notarial aparece en Uruguay al fundarse la ciudad de Montevideo, aunque en aquel entonces no fuera ejercida por escribanos. Por ordenanza de 20 de diciembre de 1729, el gobernador español Bruno Mauricio de Zabala, oficial venido de Buenos Aires, dio facultad a los alcaldes ordinarios, quienes por entonces formaban parte del Cabildo, para redactar y autorizar los acuerdos y las convenciones que se celebraran entre los vecinos, oficiando así de escribano público;[5] de aquellos documentos quedaron muchas escrituras públicas que hoy llaman la atención, como las relacionadas con la venta de esclavos. Los alcaldes continuaron en esa función hasta muchos años después de que Uruguay lograra su independencia, principalmente en aquellas ciudades o pueblos donde no había escribano público; terminan de actuar conforme a resolución del Tribunal Superior de Justicia —hoy, Suprema Corte de Justicia— del 24 de febrero de 1874, por considerar que ya era numerosa la lista de escribanos inscritos a la matrícula.

- 1739. El protocolo notarial más antiguo que se conoce en el país es del año 1739 y perteneció al notario español Joseph Esquibel, quien, proveniente de Buenos Aires, permaneció durante el mes de diciembre de ese año en Montevideo.[6]

- 1792. El primer escribano público uruguayo fue Antonio Palomino; le siguió Juan Antonio Magariños, quien el 11 de diciembre de 1792 adquiere en remate la primera notaría pública y de número de la ciudad de Montevideo, que se regía entonces por el régimen colonial español, que admitió cantidad de notarias oficiales dependientes de juzgados (actuarías), de Gobierno, del Cabildo, de Aduana y de otras de similar carácter administrativo.

- 1826. Proclamada la independencia y terminado el dominio hispano, los cabildos son suprimidos por ley del 6 de octubre de 1826: los alcaldes ordinarios son sustituidos por jueces letrados.

- 1827. Con la desaparición de los alcaldes, los pueblos que tenían cabildo y donde no había escribanos públicos no tuvieron ya quien ejerciera la función notarial; es por ello que a través de un decreto de 25 de enero de 1827 se establece que los jueces sean asistidos por un escribano. Finalmente, el 18 de abril del mismo año se promulga la primera ley nacional que organizó la función notarial; a pesar de ser una norma con pocos artículos —solo nueve—, se la considera la primera ley orgánica para la regulación del ejercicio notarial en el Uruguay.

- 1858. El 28 de junio de 1858 se promulga una nueva ley notarial, la n.° 575, que ordena la formación de los protocolos a través de dos registros independientes a cargo de un mismo escribano: el primero contiene solo escrituras públicas y se forma por cuadernillos, previamente rubricados por la autoridad de control y encuadernados al fin de cada año; el segundo, llamado Registro de Protocolizaciones, está destinado a contener las actas notariales y demás documentos que se agreguen por orden de la ley, mandato judicial o administrativo, o a pedido de legítimo interesado, con fines de conservación y fecha cierta. Esta dualidad de registros notariales todavía se mantiene. Se pone por primera vez al notariado nacional bajo la potestad de contralor, gobierno y disciplina del Tribunal Superior de Justicia, lo que también se conserva.

- 1865. El 28 de junio de 1865, el Tribunal Superior de Justicia declara suprimidos los escribanos de número de la República, y crea un régimen de notariado libre donde basta obtener el título de escribano público para ejercer su oficio sin limitación en todo el territorio nacional. En lo demás —capacitación jurídica, independencia, control de legalidad, función pública, autenticidad, emisión de documentos públicos notariales de excepcional valor probatorio y ejecutorio, y responsabilidad personal e ilimitada por el resultado jurídico de su función—, cumple con todas las características del notariado latino.

- 1926. La ley n.° 8000, de 14 de octubre de 1926, elimina la prohibición a la mujer del ejercicio de la profesión.[7] La primera notaria uruguaya fue la Esc. María Luisa Machado Bonet de Abellá; hoy, más del setenta por ciento de los escribanos en ejercicio en el Uruguay son mujeres. La misma ley —art. 5.°— deroga el requisito indispensable de ser «ciudadano natural o legal con tres años de ejercicio cuando menos» (art. 9.°, inciso 1 de la ley n.° 2503, de 13 de julio de 1897) para el ejercicio de la profesión.

## Origen de la asociación
- 1875. El 1.º de abril de 1875, los escribanos constituyen el primer Colegio de Escribanos de la República Oriental del Uruguay, con pretendido carácter público y obligatorio (régimen español). El Tribunal Superior de Justicia se declaró incompetente para semejante autorización, que requería para ello de una ley, y el proyecto no prosperó. Sus fundadores dejan constituida una asociación, particular y privada, que tiene por objeto la defensa del interés colectivo o general de la profesión, en un esfuerzo colegialista que, varias veces reiterado, continúa hasta hoy. No obstante, esta asociación civil, antecesora directa de la actual Asociación de Escribanos del Uruguay, cumplió una importante función académica en apoyo a una mejor formación técnica de los escribanos.

- 1878. El 31 de diciembre de 1878 se promulga el decreto-ley n.° 1421 que, con reformas y actualizaciones, continúa hasta hoy siendo la ley orgánica notarial. Esta norma ratificó el carácter de notariado de libre ejercicio y la dependencia del notariado nacional del máximo órgano del Poder Judicial, para separarlo de toda connotación política.

- 1897. La ley n.° 2503, de 13 de julio de 1897, reconoce el carácter universitario de la profesión; deja las pruebas de suficiencia para el ejercicio profesional a cargo de la Universidad de la República, y exige un programa de estudios jurídicos obligatorios, un examen general y la obtención del título correspondiente. Desde entonces, se reformaron y ampliaron los estudios de Notariado, tendientes a mejorar la capacitación jurídica de los profesionales que egresaban.

- 1901. El 17 de mayo de 1901, el Consejo Central Universitario crea la primera cátedra de Práctica Notarial, la que queda a cargo del profesor honorario Esc. Eduardo Mayada y Vega.

- 1903. El 26 de julio de 1903 surge la Asociación Notarial de la República Oriental del Uruguay, lo que crea una escisión en la organización notarial nacional.

- 1907. Se unen ambas instituciones —el Colegio de Escribanos y la Asociación Notarial— con el nombre de Asociación de Escribanos del Uruguay, el que todavía se mantiene.

- 1909. El 1.º de marzo de 1909 el Poder Ejecutivo de la época le aprueba sus estatutos y le reconoce personería jurídica.

## Características de la AEU
La Asociación se rige por una Asamblea Nacional, autoridad suprema conformada por todos los afiliados activos de la institución. Bajo ella actúa la Comisión Directiva Nacional, integrada por nueve miembros elegidos democráticamente, la que dirige, administra y representa a la asociación. Otros órganos estatutarios de la AEU son:
- El Tribunal de Ética, conformado por once miembros y encargado de dictaminar en asuntos referentes a la conducta ética y deontológica de los escribanos, sean o no socios de la institución.
- La Comisión Fiscal Nacional.
- La Comisión Electoral.

La AEU cuenta además con comisiones técnicas (en Derecho Agrario, Derecho Civil, Derecho Comercial, Derecho Cooperativo, Derecho Informático y Tecnológico, Derecho Internacional Privado, Derecho Notarial y Técnicas Notariales, Derecho Público, Derecho Registral, Derecho Tributario y de Técnica Notarial Procesal) y comisiones de trabajo (de Apoyo al Notariado Novel, Apoyo al Notariado Pasivo, Arancel y Fuentes de Trabajo, Asuntos Legislativos y de Asuntos Universitarios). Socios y no socios pueden realizar consultas por escrito a las comisiones técnicas con el fin de que estas se expidan, a través de un dictamen no vinculante, sobre una duda o problema generado en el ejercicio profesional.
La Asociación de Escribanos del Uruguay tiene su sede legal en el edificio del Notariado, en la Av. 18 de Julio N° 1730 en Montevideo y cuenta con veintidós filiales ubicadas en todo el interior del país.